# 張曼玉
张曼玉（英语：Maggie Cheung Man-yuk，1964年9月20日－），香港女演员。从1983年香港小姐亚军起步，她逐步转型为演技派巨星，五度摘得香港金像奖最佳女主角、四次问鼎台湾金马奖最佳女主角，至今保持着两大奖项的获奖次数纪录；迄今仍是唯一两度荣获欧洲三大国际电影节表演奖项的亚洲女星，2004年后暂停了演艺事业，担任联合国儿童基金会中国大使，偶尔出现在时尚活动和颁奖典礼上
张曼玉作为华语电影史上，获奖最多，含金量最高的女演员之一，从1984至2004年间，她在二十载光影生涯中创造了至今无人超越的纪录：五度问鼎香港电影金像奖最佳女主角、四度摘得台湾电影金马奖最佳女主角，持续保持着这两大华语电影最高奖项的巅峰纪录。
1992年凭借《阮玲玉》成为中国影史上第一位在欧洲三大电影节斩获“表演奖”的演员，更是华语电影首位柏林最佳女演员，实现了华语电影在，欧洲三大电影节表演奖零的突破；2004年又以《清洁》中震撼人心的演绎，成为亚洲首位戛纳国际电影节最佳女演员，至此成为亚洲唯一包揽欧洲三大电影节双料表演奖的女演员；其艺术影响力更延伸至法语世界——她是迄今唯一获得法国凯撒奖最佳女主角提名的亚洲演员。并荣获了；蒙特利尔国际电影节“艺术杰出成就奖”，上海国际电影节“华语电影杰出贡献奖”
2007年成为首位完成欧洲三大电影评委满惯的“港台女演员”。2006年《纽约时报》将她列为"年度全球22位伟大表演者"；《电影旬报》评选"影史百大外国影星"张曼玉位列女演员第22名；中国电影百年之际，她更同时荣膺"中国电影百年百位优秀演员"与"中国电影百年十大女影星"双重殊荣；张曼玉对华语电影表演奖领域作出了历史性贡献，被央视网赞誉为；“最好的华语女影星”。

## 个人生平

### 早期经历 （1964年-1983年）
1964年9月20日張曼玉生於英屬香港，早年在香港島跑馬地居住，曾就讀聖保祿天主教小學，8歲時全家移民英國肯特郡，童年和青少年時期在英格蘭度過，曾在肯特郡讀中學，少时的梦想是成為髮型師，16歲時为了赚取零用钱，當過伦敦書店店員 1982年張曼玉17歲回香港度假探亲時，在香港百货公司连卡佛任售货员，同时兼职当模特儿，在闹市被星探施南生看中，这时香港小姐竞选刚刚开选，张曼玉想参选，施南生表示赞成，因为当时没有任何途径比选港姐更快成名
1983年18歲時參加了香港小姐選美， 那时以Margaret Cheung 名字参赛，獲得了亞軍及最上鏡小姐獎，同年她代表香港赴英國參加世界小姐選美並进入前十五名内，之後便開始進入影視界签约两年「香港无线电视台」 参加了《野外奔放》和《我爱大自然》等暑期节目

### 初入影坛（1984年-1987年）
1984年，张曼玉在「香港无线电视台」期间参与了多部影视剧的演出，其中包括她的荧屏首秀《画出彩虹》和颇有反响的《新扎师兄》她青涩自然的表演风格引起了「邵氏电影公司」的注意，吸引了导演王晶的青睐，随即邀请她参演喜剧电影《青蛙王子》该片也成为张曼玉的大银幕首作，票房成绩跻身年度香港十大卖座电影，成为她商业价值的首次证明同年担任女主角与张国荣共同出演的爱情电影《缘分》凭借该片提名第4届香港电影金像奖最佳新演员奖，短短一年间，张曼玉从电视荧屏跃上大银幕，并迅速在商业片和文艺片中展现潜力
1985年，张曼玉签约经理人陈自强，并加盟「嘉禾电影公司」担任女主搭档成龙，出演香港警匪片的里程碑之作《警察故事》票房位列香港年度票房第3名，在第5届香港电影金像奖上斩获最佳影片和最佳动作设计；张曼玉也凭借该片在影坛获得关注声名鹊起
1986年，电影《玫瑰的故事》在片子筹备阶段，张曼玉被原著作者亦舒亲自指定出演女主角黄玫瑰，该片上映后打破了香港地区文艺片票房记录；同年7月主演喜剧电影《开心鬼撞鬼》在片中张曼玉饰演生前是过气女歌星的女鬼徐半香，香港年度票房第10名，巩固了张曼玉在商业片市场的号召力
1987年，出演动作喜剧片《A计划续集》票房位列香港年度票房第3名，并荣获第7届香港电影金像奖最佳动作设计奖；同年徐枫牵线，邀请张曼玉拍摄张艾嘉执导的，台湾文艺片电影《黄色故事》这部电影被关锦鹏称为是张曼玉初露文艺天分的影片

### 事業突破（1988年-1990年）
1988年，她以一年12部电影的惊人纪录震撼香江影坛，堪称张曼玉演艺生涯的“破茧之年”。主演王家卫导演的银幕首作《旺角卡门》影片入围第42届戛纳电影节影评人周单元。张曼玉对“阿娥”一角的塑造堪称表演范式的突破；凭此首度入围第8届香港电影金像奖最佳女主角提名，彻底粉碎了长久以来的“花瓶”偏见。同年商业领域亦同步绽放光芒：与成龙合作的《警察故事续集》以凌厉的动作设计与紧凑叙事席卷票房，强势摘得香港年度票房亚军
1989年，主演关锦鹏导演的剧情片《人在纽约》该片不仅斩获第26届台湾电影金马奖“最佳影片”，更让她以评委全票通过的绝对优势，捧起人生首座金马奖最佳女主角奖杯
1990年，张曼玉与多位香港新浪潮导演合作，主演陈友执导的《不脱袜的人》让其荣获第9届香港电影金像奖最佳女主角， 完成从金马奖“新人影后”到金像奖“双料得主”的实力进阶。同年罗卓瑶导演的《爱在别乡的季节》中，她细腻刻画了移民女性的内心挣扎，不仅获得意大利都灵国际电影节评审团女主特别奖，还入围第10届香港电影金像奖最佳女主角；严浩导演的《滚滚红尘》她以出色的配角表现斩获第27届金马奖最佳女配角，同时获得金像奖最佳女配角提名。此外，她参演王家卫作品《阿飞正传》影片荣获第10届香港电影金像奖最佳影片；与许鞍华合作的《客途秋恨》不仅入围第43届戛纳电影节"一种关注"单元，更获得亚太影展最佳影片奖

### 事业高峰（1991年-1994年）
1991年，张曼玉出演传记电影《阮玲玉》诠释一代默片女神阮玲玉的悲剧宿命，这份跨越时空的表演穿透力，同时横扫了柏林国际电影节、金马奖、金像奖、芝加哥国际电影节、日本电影影评人大奖五大影后桂冠。同年其主演的《阿飞正传》《滚滚红尘》《急冻奇侠》三部电影同时入围柏林国际电影节"论坛单元"
1992年，凭借《阮玲玉》一举斩获第42届柏林国际电影节“最佳女演员奖”，成为中国影史首位在欧洲三大国际电影节摘得表演奖项的演员、亦是柏林电影节史上首位华人影后；同年3月，荣获“香港艺术家年奖”的加冕，再度印证了她对电影表演领域的开创性贡献。这一年，在银幕上展现出惊人的表演跨度与创造力。武侠经典电影《新龙门客栈》中她化身泼辣妖娆的黑店老板娘金镶玉，为她赢得第12届香港电影金像奖、第29届台湾电影金马奖双料影后提名。转战喜剧领域，她与周星驰主演的《家有喜事》影片狂揽香港年度票房亚军，尽显其驾驭多元类型片的非凡实力。年末，香港电影工会与演员工会以一场盛大的“张曼玉个人电影展”，向这位不断突破表演边界的艺术家致敬
1993年，在徐克执导的奇幻经典电影《青蛇》中化身妖娆灵动的蛇妖小青；12月她凭借卓越的表演成就荣获第四届中国电影表演艺术学会特别贡献奖。同年张曼玉深度参与行业建设，出任“香港演艺人协会”第一、二届理事会成员。作为协会的主要创会人之一，她以演员身份为行业发声，在推动香港演艺界交流与规范发展中发挥关键作用
1994年，她在王家卫执导的古装武侠巨制《东邪西毒》中贡献了极具层次感的表演，电影入围第51届威尼斯国际电影节主竞赛单元，最终斩获“最佳摄影奖”。回顾1991年至1994年间，张曼玉以惊人的创作活力穿梭于文艺与商业领域。她主演的《东方三侠》《济公》《东成西就》《双龙会》《新同居时代》等作品，展现了她驾驭喜剧的卓越天赋和票房号召力，同年宣布暂时息影休息

### 中外發展（1996年-2004年5月）
1996年，张曼玉重返影坛并开始向国际领域发展，她接受法国导演奥利维耶·阿萨亚斯的邀请，主演其执导的电影《迷离劫》饰演的电影角色被英国电影协会（BFI）权威期刊《视与听》选为杂志封面；这部电影不仅拓宽了她的表演维度，更让她在欧洲艺术电影领域崭露头角。同年，她以《甜蜜蜜》完成香港影坛的王者归来。这部交织着漂泊乡愁与时代记忆的作品，以手术刀般的细腻叙事横扫华语影坛——包揽金像奖、金马奖、美国西雅图国际电影节最佳影片等重磅荣誉，被《时代周刊》评为“全球年度最佳影片第二名”，2013年入选威尼斯国际电影节经典单元。张曼玉在片中塑造的“李翘”为华语影史贡献永恒的“笑中带哭”经典镜头。凭借这一角色，她连夺第16届金像奖、第34届金马奖“双料影后”和第42届亚太影展等最佳女主角
1997年，受邀担任第47届柏林国际电影节主竞赛单元评委；还主演了美籍华裔导演王颖的影片《中国匣》与杰瑞米·艾恩斯同台飙戏，影片入围第54届威尼斯国际电影节斩获“最佳配乐奖”
1998年，主演张婉婷执导的传记片《宋家皇朝》中塑造了宋庆龄这一历史人物，获得第17届香港电影金像奖"最佳女主角奖"，成为金像奖历史上第二位实现蝉联的影后，该片同时获得第17届中国电影金鸡奖"最佳合拍故事片奖"。同年受邀出席巴黎时装周，以模特身份亮相"Hermès"秋冬时装展，成为首位在国际顶级奢侈品牌大秀上走秀的华人女星。法国奢侈品牌"Louis Vuitton"也特别邀请她前往巴黎观秀（此后在2000年和2003年，她两度登上"Jean-Louis Scherrer"高级定制时装秀的T台）
1999年，受邀担任第56届威尼斯国际电影节主竞赛单元评委，威尼斯影展主办人阿贝多·巴贝拉特别介绍她为"代表香港电影的国际巨星"，她的艺术影响力持续辐射全球。丹麦国家电影节（NatFilm Festival）特别举办“张曼玉作品回顾致敬展”上海也举办了"张曼玉电影周"
2000年，主演王家卫导演的电影《花样年华》入围第53届戛纳电影节主竞赛单元并斩获"技术大奖"，同时一举斩获法国凯撒奖、德国电影奖、欧洲电影奖最佳外语片奖。张曼玉在片中塑造的苏丽珍为她赢得第37届金马奖最佳女主角、第20届香港电影金像奖最佳女主角及首届华语电影传媒大奖最佳女演员；2015年，美国《娱乐周刊》将张曼玉的表演评为"影史上被奥斯卡忽视的51个伟大表演"第43位；2023年，英国权威电影杂志《视与听》在其"影史百大伟大影片"评选中将该片列为第5位
2001年，1月23日张曼玉与梁朝伟携手登上央视春节联欢晚会，共同演绎电影《花样年华》的同名主题曲；同年登上日本最具权威的电影期刊《电影旬报》的封面
2002年，主演张艺谋执导的武侠巨制《英雄》成为华语电影史上里程碑式的商业大片，影片创下华语电影票房新纪录，更在国际影坛掀起巨大反响；入围第53届柏林国际电影节主竞赛单元，并相继获得第60届金球奖和第75届奥斯卡金像奖最佳外语片提名，并被《时代周刊》评为2004年度全球十大佳片第一名。同年张曼玉登上美国《时代周刊》杂志封面，法国南特三大洲电影节特别举办"张曼玉，一位独特的香港女演员"电影致敬回顾展
2003年，张曼玉凭借《英雄》中饰演"飞雪"一角，获得第22届香港电影金像奖、第8届香港电影金紫荆奖“最佳女主角”提名；在第3届华语电影传媒大奖中，她荣获港台最受欢迎女演员银
2004年，在奧利维耶·阿萨亚斯执导的影片《清洁》中张曼玉为了角色系统研习法语，更在银幕上自如切换法语、粤语与英语三种语言，影片中四首插曲由她亲自献唱5月她摘得第57届戛纳国际电影节“最佳女演员奖”，成为亚洲首位获此殊荣的演员，亦是至今唯一获此荣誉的华人女星。影展评审主席昆汀·塔伦蒂诺毫不吝惜赞誉，盛赞她为“当代最优秀的女演员之一”，直言其加冕实至名归。同年8月，张曼玉登上法国版《ELLE》杂志封面，成为首位获此待遇的亚洲女演员，随后又相继亮相《Madame Figaro》等国际顶级时尚杂志9月，巴黎市长贝特朗·德拉诺埃亲自授予她“巴黎荣誉市民勋章”，表彰她作为“中法文化交流的象征”所做出的贡献。同月，她第四次登上法国权威电影杂志《电影手册》杂志封面，进一步巩固了她在欧洲艺术电影界的地位。10月，张曼玉飞赴夏威夷国际电影节，获颁“演技成就奖”，并受邀担任电影节评委。11月《纽约时报》以整版篇幅刊登专题报道《张曼玉为什么没有成为一名好莱坞明星》，文中透露她曾拒绝《007》《X战警2》等好莱坞大片的邀约

### 淡出影坛（2005年-2013年）
“这一阶段张曼玉拍片数量骤减，更关注影片的整体品质以及对合作者的选择，进入了“永远有档期，又永远无档期”的时期。她表示自己已经拍过80多部电影，尝试过各类角色，如果没有打动她的剧本，她宁愿过自己的生活。据说2004年以后她已经以此理由推辞了40多个剧本。她将时间更多地让位私人生活，在时尚、音乐与公益领域发光发热，逐渐淡出影坛
2005年，7月亚洲美国电影节（AAIFF）上荣膺"演艺成就奖"，组委会特别表彰其"从影以来持续突破的艺术成就"；仅时隔一月，8月她又斩获第29届蒙特利尔国际电影节颁发的"艺术杰出贡献奖"在中国电影百年诞辰的重要节点，她同时入选两项权威评选——《大众电影》评出的"中国百年影史十大女演；以及中国电影表演艺术学会的"百年百位优秀演员"等荣誉职称
2006年，在《花样年华》中她塑造的"苏丽珍"形象成为第59届戛纳电影节主视觉海报——这不仅使她成为首位登上戛纳主海报的亚洲演员，更标志着华语电影美学获得世界级认可同年《清洁》中的表演持续引发国际关注，《纽约时报》将其列入"年度22位伟大表演者"榜单10月开创性地成为首位登上中国版《VOGUE服饰与美容》封面的华人女星11月在上海举办的中国风尚大典上，荣获"国际典范大奖"
2007年，3月她作为特邀嘉宾出席苏格兰爱丁堡举办的"电影在中国"电影节大师讲座，与英国观众分享她二十余年的电影人生；5月担任第60届戛纳国际电影节主竞赛单元评委；6月荣获上海国际电影节“华语电影杰出贡献奖”奖杯。领奖时刻，她真诚致谢：“感谢所有支持她和不支持她的人们，因为支持者的鼓励和不支持者的鞭策，让她决心成为一个好演员”。
2008年，担任颁奖嘉宾身份亮相美国独立精神奖；同年，她接连斩获两大顶级时尚荣誉：先是《VOGUE》杂志授予"时尚偶像大奖"，表彰她"二十年来对时装文化的卓越贡献"；随后被英国权威时尚预测机构WGSN评为"影响全球时尚界的十大明星" 6月成为瑞士顶级珠宝腕表品牌伯爵Piaget创立130年来首位"全球品牌形象大使"；同年担任发现中国式美丽"项目大使
2009年，11月与李安导演携手亮相第46届金马奖颁奖典礼。压轴颁发"最佳剧情片"。昆汀·塔伦蒂诺邀请张曼玉出演《无耻混蛋》中法国戏院老板娘、女主角肖桑娜的姑姑。因电影时长的限制，相关场景最终无奈被删
2010年，年初，她在摄影师好友夏永康的导演首作《全城热恋》中三分钟客串惊喜亮相，这是继2004年《清洁》后六年来首次现身华语电影，片尾字幕特别标注"特别感谢：张曼玉小姐"。3月受法国图卢兹电影资料馆邀请，作为亚洲电影代表人物出席第四届Zoom Arrière电影节；4月为改善中国贫困地区儿童生活状况，接受联合国儿童基金会任命担任大使；6月与英国电影艺术家艾萨克·朱利安（Isaac Julien）合作装置作品《万重浪》张曼玉在其中饰演女海神妈祖； 12月应邀前往非洲摩洛哥马拉喀什电影节担任评委，并得到摩洛哥亲王接见
2011年，张曼玉的演艺成就获得国际学术界的高度认可。11月，英国顶尖学府爱丁堡大学在庄严的McEwan Hall举行特别仪式，授予她荣誉博士学位（Doctor honoris causa）以表彰她"近28年来对电影艺术的卓越贡献"。这是该校历史上首次将此项荣誉授予香港演员
2013年，3月现身巴西里约热内卢，作为首位华人颁奖嘉宾亮相第14届劳伦斯世界体育奖，为网球名将安迪·穆雷颁发"年度最佳突破奖"。：4月她成为美国《悦游》中文版创刊号封面人物，5月第五次登上《Vogue服饰与美容》封面，创下该刊单人登封次数纪录。主编张宇评价："她每次出现都在突破我们对'东方美'的想象边界"。 11月在侯孝贤导演力邀下，张曼玉以"金马50周年大使"身份重返台北。这个安排充满象征意义——30年前她正是在此获得首个最佳女主角奖。当晚压轴并颁发"最佳女主角"，次日出席"金马50周年大师讲堂"。这一年她完成了表演生涯的谢幕之作——与老搭档艾萨克·朱利安再度合作的实验影像装置《游戏时间》饰演香港电视台记者

### 投身乐坛（2014年-2019年）
2014年，张曼玉将创作重心转向音乐领域，签约国内知名音乐厂牌摩登天空；4月举行的第33届香港电影金像奖上放映了她亲自操刀剪辑的主题短片《时代光影》这部作品以香港重大历史事件为叙事线索，浓缩展现了香港电影的百年发展历程。5月她以摇滚歌手身份首次亮相上海草莓音乐节，随后又登上北京草莓音乐节舞台。虽然演唱表现引发网络热议；在5月3日北京站的真诚回应令人动容："我会努力，自己拍了20部戏，都被说做花瓶。唱歌能不能也给自己20个机会。"11月为庆祝"中法建交50周年"，巴黎举办的"中国电影的女性肖像"展映活动特邀她录制开幕视频；12月日本电影杂志《电影旬报》在其创刊95周年之际，公布"影史百大外国影星"评选结果，张曼玉位列女演员第22名
2015年；张曼玉花费半年时间为电影《恋爱中的城市》创作主题曲《如果没了你》独自完成作词、作曲和制作等工作，张曼玉为创作此首歌曲，前后耗时近半年。
2016年；11月11日发表个人音乐生涯首支正式单曲《Look In My Eyes》独自作词，参与作曲编曲，并自编自导自演剪辑MV，同月19日，以综艺嘉宾身份首秀美食综艺《十二道锋味》（第三季）
2017年，张曼玉入选了奥斯卡金像奖（演员部门）评委
2019年，6月担任芒果TV首档师徒关系体验综艺节目《少年可期》最后一期嘉宾。并首次公开原创曲目《年轻》同年9月加入香港作曲家及作词家协会

### 退休生活（2020年-至今）
2020年新时代国际电影节组委会与第27届华鼎奖组委会联合宣布新中国成立70周年全国十佳电影女演员名单，张曼玉位列其中
2022年11月27日，作为特邀嘉宾参与11月27日的2022续写港乐经典演唱会—「芳华绝伦」，给大家带来她和梅艳芳那些背后的友情故事。这也是张曼玉在入行多年以来，选择这时候在抖音建立账号的原因之一
2023年9月20日，再次与OLAY合作，拍摄短片
2024年4月17日，正值“巴黎奥运会100天倒计时”及“中法建交60周年之际”，张曼玉受国家邀请代表中方，担任“中法羽毛球慈善盛典”活动大使
2024年9月3日GQ杂志发文；“今年春天我开始着手写这篇报道时「Maggie Cheung Walked Away From Acting 20 Years Ago, but Her Legend Endures」，联系了张曼玉合作多年的经纪人，想看看她是否愿意接受采访。仅过了两周，我就收到了礼貌而坚决的拒绝。“张女士决定不接受此次采访。” 她的经纪人在邮件中写道，“她没有说明原因，但很长一段时间以来，她几乎拒绝了所有媒体采访机会。”

## 婚姻感情
张曼玉曾多次公开自己的恋情但也多次情场失意
1997年张曼玉到法国拍摄《迷离劫》坠入爱河
1999年2月5日在电影《花样年华》的开机仪式上，张曼玉宣布已于巴黎注册结婚
“我和阿萨亚斯彼此都很了解，共同生活也没有什么问题。奥利维耶·阿萨亚斯向我求婚时，我觉得自己无论心境和年龄都适合结婚，于是便点头答应了。”张曼玉说：“我们的婚期决定得十分仓促，原本我们计划在拍完了《花样年华》时才回到法国结婚，可影片的开戏日期却一再延期，而我又好像在结婚方面一切准备妥当了一样，于是便在1998年12月26日那天结了婚，连我妈妈都是事后才知道，不过当我打电话告诉妈妈时，她居然说：‘终于嫁出去了！。”因为匆忙，结婚那天并没有任何中国人的礼仪，结婚典礼只有十几个至亲好友出席，证婚人只有张曼玉的姐姐，而且连婚纱照也没照一张 ”。
2002年5月张曼玉通过好友王家卫的泽东公司，宣布自己与阿萨亚斯离婚，原因是两人婚后仍专注彼此的工作，聚少离多，发现感情有了变化，经过沟通，决定分开

## 公益项目
謝絕了大量電影邀約之後張曼玉積極參與公益活動：
1993年：中国华东地区发生严重水灾，张曼玉参与香港的演艺界拍摄赈灾义演电影《豪门夜宴》还有《香港演艺界总动员忘我大汇演》北京人民大会堂举行的公益演唱会《减灾扶贫创明天》等一系列主题赈灾活动，为灾民筹集善款
1999年：出席“护苗基金星辉夜”与张国荣、梁家辉及中国香港羽毛球队队员进行慈善比赛，这场羽毛球赛直接筹得30万元港币善款给护苗基金。“护苗基金会”是萧芳芳发起的一个防止儿童受到性侵犯的民间组织
1999年：出席启德“千禧慈善步行展能”；慈善活动担任特别嘉宾
1999年：为野生救援协会（World Wide Fund for Nature (WWF) 拍摄公益广告，呼吁国际社会取缔针对濒危野生动物的非法贸易，提高对动物和自然环境的保护意识
2002年：和梁家辉主持「毅行者」慈善步行活动
2003年：江苏无锡为保利广场开业剪彩，并同时以个人名义向希望工程捐款20万人民币用于新建希望小学
2004年：上海慈善拍卖活动中将其设计的T恤拍卖，并将拍卖所得的20万元善款捐给希望工程
2004年：赶赴湖南长沙参加三一集团举行的慈善义卖活动，张曼玉义卖所得9.88万资金将全部捐献给宋庆龄基金会用于儿童教育工作，并筹得善款150万元
2007年：与宋庆龄基金会等组织联合发起「女性创新与梦想基金」在每届活动中张曼玉都会与优秀女大学生进行深入交流
2007年：在云南会泽县娜姑镇举行的“童梦圆”公益支教活动并到当地孩子家进行家访
2007年：在海南三亚慈善活动中，向联合国儿童基金会捐赠了自己问鼎戛纳最佳女演员时，所穿的黑色礼服及粉红高跟鞋
2008年：四川汶川地震发生后，张曼玉为灾区捐款200万人民币后再义卖42万，以救助地震灾区灾民
2009年：随联合国儿童基金会一起前往甘肃探望因地震而受灾的孩子们，到达现场后张曼玉不仅手把手教他们画画还与他们一起唱歌跳舞
2009年：参加由联合国儿童基金会和中国科学技术协会等组织共同举办的“蕴育梦想放飞希望”公益活动活动在现场张曼玉与来自西部的100位青少一起参加启动仪式
2010年：张曼玉与时装品牌Rodarte合作；以张曼玉出演的电影为灵感，设计了四套服装，并在香港举行了慈善义卖活动，筹得50万善款
2010年：为改善中国贫困儿童生活，张曼玉担任联合国儿童基金会（UNICEF）驻华大使，随后与基金会驻华代表一同探望因艾滋病而受难的儿童和地区
2011年：做客新浪微访谈，与广大网民交流关爱儿童的经历和经验，呼吁大家关注贫困地区儿童生活状况“张曼玉表示；越偏远的地方她越是要走进去，如果她们不去的话，贫困儿童受到的关注就越少”
2011年：低调来到四川省宜宾县的“儿童福利院”探望孤残儿童，并前往孤残儿童寄养家庭了解情况
2012年：前往江西走访了多个县城的，幼儿园、学校、农村留守儿童家庭，深入了解联合国儿童基金会与当地政府合作开展的预防儿童伤害项目
2012年：以微访谈的形式分享儿童保护知识，同月参加在北京妇女儿童社会服务中心，以“预防儿童伤害度过无忧童年”为主题的活动
2013年：参加“熊猫保育计划”并将个人设计的“008”特务熊猫用作慈善拍卖同月赴云南省玉溪市华宁县，参加家庭暴力综合防治调研；12月参加全国妇联与联合国儿童基金会共同举行的“共同行动——停止对儿童的暴力促进儿童保护”宣传活动
2019年：录制综艺《少年可期》 张曼玉为流浪狗救助中心捐款狗粮与10万人民币
2024年：作为中法羽毛球大使出席「巴黎100中法羽毛球慈善盛典」活动

## 獎項榮譽
在众多亚洲女演员中，张曼玉是获奖数量最多、含金量最高的演员之一。她以20年从影生涯的卓越成就，为中国电影表演领域树立了难以逾越的标杆，其贡献具有历史性与开拓性意义
华语影坛纪录保持者：5次斩获香港电影金像奖最佳女主角、4次摘得台湾电影金马奖最佳女主角，两项奖项获奖次数至今无人超越。
欧洲三大电影节里程碑：1992年凭借《阮玲玉》成为中国首位柏林国际电影节影后，打破中国影史在欧洲三大电影节表演奖零的突破；2004年以《清洁》斩获戛纳国际电影节最佳女演员，成为亚洲首位获此殊荣的演员，至此成为亚洲唯一一位欧洲三大电影节双料影后。
國際獎項破壁者：2005年凭借《清洁》提名法国凯撒奖最佳女主角，成为首位且唯一获此提名的亚洲演员，将华语演员的影响力推向法语电影体系核心。
獎項
| 年份 | 颁奖典礼                                          | 奖项                               | 作品               | 结果 |
| ---- | ------------------------------------------------- | ---------------------------------- | ------------------ | ---- |
| 1985 | 第4届香港电影金像奖                               | 最佳新人演员                       | 《缘分》           | 提名 |
| 1989 | 第8届香港电影金像奖                               | 最佳女主角                         | 《旺角卡门》       | 提名 |
| 1989 | 第26届台湾电影金马奖                              | 最佳女主角                         | 《人在纽约》       | 獲獎 |
| 1990 | 第9届香港电影金像奖                               | 最佳女主角                         | 《不脱袜的人》     | 獲獎 |
| 1990 | 第27届台湾电影金马奖                              | 最佳女配角                         | 《滚滚红尘》       | 獲獎 |
| 1990 | 第8届意大利都灵国际电影节                         | 评审团女主特别奖                   | 《爱在别乡的季节》 | 獲獎 |
| 1991 | 第10届香港电影金像奖                              | 最佳女主角                         | 《爱在别乡的季节》 | 提名 |
| 1991 | 第10届香港电影金像奖                              | 最佳女配角                         | 《滚滚红尘》       | 提名 |
| 1991 | 第28届台湾电影金马奖                              | 最佳女主角                         | 《阮玲玉》         | 獲獎 |
| 1992 | 第5届香港艺术家联盟                               | 年度香港艺术家银幕演员奖           | 《阮玲玉》         | 獲獎 |
| 1992 | 第42届柏林国际电影节                              | 最佳女演员银熊奖                   | 《阮玲玉》         | 獲獎 |
| 1992 | 第28届芝加哥国际电影节                            | 最佳女演员银雨果奖                 | 《阮玲玉》         | 獲獎 |
| 1992 | 第29届台湾电影金马奖                              | 最佳女主角                         | 《新龙门客栈》     | 提名 |
| 1993 | 第12届香港电影金像奖                              | 最佳女主角                         | 《新龙门客栈》     | 提名 |
| 1993 | 第12届香港电影金像奖                              | 最佳女主角                         | 《阮玲玉》         | 獲獎 |
| 1993 | 第3届日本电影影评人大奖                           | 最佳外国女主角水晶奖               | 《阮玲玉》         | 獲獎 |
| 1993 | 第4届中国电影表演艺术学会                         | 港台艺人特别贡献奖                 |                    | 獲獎 |
| 1997 | 第16届香港电影金像奖                              | 最佳女主角                         | 《甜蜜蜜》         | 獲獎 |
| 1997 | 第34届台湾电影金马奖                              | 最佳女主角                         | 《甜蜜蜜》         | 獲獎 |
| 1997 | 第2届香港电影金紫荆奖                             | 最佳女主角                         | 《甜蜜蜜》         | 獲獎 |
| 1997 | 第3届香港电影评论学会大奖                         | 最佳女主角                         | 《甜蜜蜜》         | 獲獎 |
| 1997 | 第42届亚太影展                                    | 最佳女主角                         | 《甜蜜蜜》         | 獲獎 |
| 1997 | 第5届日本香港电影通信杂志                         | 观众票选最佳女主角                 | 《甜蜜蜜》         | 獲獎 |
| 1998 | 第17届香港电影金像奖                              | 最佳女主角                         | 《宋家皇朝》       | 獲獎 |
| 1998 | 第3届香港电影金紫荆奖                             | 最佳女主角                         | 《宋家皇朝》       | 提名 |
| 2000 | 第37届台湾电影金马奖                              | 最佳女主角                         | 《花样年华》       | 獲獎 |
| 2000 | 第45屆亞太影展                                    | 最佳女主角                         | 《花样年华》       | 提名 |
| 2000 | 第7屆香港電影評論學會大獎                         | 最佳女主角                         | 《花样年华》       | 提名 |
| 2001 | 第22届南非德班国际电影节                          | 最佳女主角                         | 《花样年华》       | 獲獎 |
| 2001 | 第20届香港电影金像奖                              | 最佳女主角                         | 《花样年华》       | 獲獎 |
| 2001 | 第2届亚洲影评人协会奖                             | 最佳女主角                         | 《花样年华》       | 獲獎 |
| 2001 | 第1届华语电影传媒大奖                             | 最佳女主角                         | 《花样年华》       | 獲獎 |
| 2001 | 第6届香港电影金紫荆奖                             | 最佳女主角                         | 《花样年华》       | 提名 |
| 2002 | 第9届美国ChlotrudisAwards                         | 最佳女主角                         | 《花样年华》       | 提名 |
| 2002 | 第28届巴西SESC电影节                              | 最佳外国女演员                     | 《花样年华》       | 獲獎 |
| 2003 | 第8届香港电影金紫荆奖                             | 最佳女主角                         | 《英雄》           | 提名 |
| 2003 | 第3届华语电影传媒大奖                             | 港台最受欢迎女演员银奖             | 《英雄》           | 獲獎 |
| 2003 | 第22届香港电影金像奖                              | 最佳女主角                         | 《英雄》           | 提名 |
| 2003 | 第3届亚洲影评人协会                               | 最佳女配角                         | 《英雄》           | 提名 |
| 2003 | 第30届西雅图国际电影节                            | 最佳女主角铜奖                     | 《英雄》           | 獲獎 |
| 2004 | 第57届戛纳国际电影节                              | 最佳女演员                         | 《清洁》           | 獲獎 |
| 2004 | 第24届夏威夷国际电影节                            | 表演成就奖                         |                    | 獲獎 |
| 2005 | 第3届意大利在线电影奖                             | 最佳女配角奖                       | 《英雄》           | 提名 |
| 2005 | 第3届意大利在线电影奖                             | 最佳集体表演奖第2名                | 《2046》           | 获奖 |
| 2005 | 第31届西雅图国际电影节                            | 最佳女主角银奖                     | 《清洁》           | 獲獎 |
| 2005 | 第30届法国电影凯撒奖                              | 最佳女主角                         | 《清洁》           | 提名 |
| 2005 | 第29届蒙特利尔国际电影节                          | 艺术杰出贡献奖                     |                    | 獲獎 |
| 2005 | 第28届美国亚裔国际电影节                          | 职业成就奖                         |                    | 獲獎 |
| 2005 | 第1届香港影视娱乐博览会                           | 最期待银幕情侣奖                   |                    | 獲獎 |
| 2006 | 第2届香港影视娱乐博览会                           | 星魅非凡女演员奖                   |                    | 獲獎 |
| 2007 | 第14届美国ChlotrudisAwards                        | 最佳女主角                         | 《清洁》           | 提名 |
| 2007 | 第10届上海国际电影节                              | 华语电影杰出贡献奖                 |                    | 獲獎 |
| 2007 | 香港特区十周年电影选举                            | 最佳女主角                         | 《花样年华》       | 獲獎 |
| 2010 | 第2届好莱坞绿色星球电影奖 （页面存档备份，存于）  | 十年十佳国际女演员(亚洲)           |                    | 获奖 |
| 2020 | 第1届新时代国际电影节                             | 新中国成立70周年全国十佳电影女演员 |                    | 獲獎 |
| 2022 | 第26届OFTA在线网络影视协会 （页面存档备份，存于） | 演员电影名人堂                     |                    | 获奖 |

### 其它荣誉
| 年份 | 荣誉                                                                                   |
| ---- | -------------------------------------------------------------------------------------- |
| 1983 | 香港小姐选美竞选比赛亚军和最上镜小姐                                                   |
| 1983 | 世界小姐选美竞选比赛前十五名                                                           |
| 1984 | 银色世界杂志评选十大明星                                                               |
| 1984 | 华侨晚报评选十大明星                                                                   |
| 1986 | 华侨晚报评选十大明星                                                                   |
| 1988 | 银色世界杂志评选十大明星                                                               |
| 1988 | 银河接力大赛综艺评委                                                                   |
| 1988 | 强棒出击综艺评委                                                                       |
| 1990 | 香港时装设计师协会十大杰出衣着人士大奖                                                 |
| 1992 | 香港十大健康偶像奖                                                                     |
| 1992 | 亚洲小姐选美总决赛评审                                                                 |
| 1993 | 香港演艺人协会任职第1和2届理事会                                                       |
| 1993 | 台湾People杂志票选出四女皇第一名                                                       |
| 1994 | 担任国际华裔小姐总决赛评审                                                             |
| 1994 | 台湾People杂志票选出四女皇第一名                                                       |
| 1995 | 中国国家文化部评选中国电影90周年「126位中华影星」                                      |
| 1995 | 银色世界杂志创刊25年来评选最受读者欢迎的十大男女明星                                   |
| 1999 | 登上丹麦国际电影节官方海报和荣誉嘉宾                                                   |
| 2003 | 登上瑞士苏黎世电影公社30周年官方海报                                                   |
| 2004 | 香港星光大道首批留名及打手印演员                                                       |
| 2005 | 登上瑞士苏黎世电影节香港电影展官方海报                                                 |
| 2005 | 荣获法國巴黎市政府巴黎榮譽市民勳章                                                     |
| 2005 | 大众电影杂志评选中国电影史上最有影响力的十大女明星                                     |
| 2005 | 中国华语电影传媒大奖中国电影百年百大演员                                               |
| 2005 | 中国电影表演学会中国电影百年百位优秀演员                                               |
| 2005 | 中国电影基金会中国电影百年影星张曼玉邮票                                               |
| 2005 | 中国国家邮政局中国电影诞生一百周年张曼玉邮票                                           |
| 2005 | 中国电影百年名人堂25位电影人                                                           |
| 2005 | 中国电影百年百名经典银幕形象「阮玲玉」                                                 |
| 2005 | 北京电影节学院、新京报、中国电影百年名人堂致敬中国的电影女神张曼玉                     |
| 2005 | 香港电影金像奖协会等合办中国电影一百年之「我最喜爱的十大女演员」投票选举第一名         |
| 2005 | 广东电影家协会和珠江电影制片公司联合评选最受广州观众欢迎的中国十大电影明星第六名       |
| 2005 | 日本电视节目「株式会社ビデオリサーチ」市场问卷调查之最喜爱亚洲女明星第一名             |
| 2005 | 法國Studio杂志评选年度最受歡迎外國女演員第五名                                         |
| 2005 | 香港UA院線全港最高票房電影頒獎典禮1985-2005全港最高票房女演員第二名                    |
| 2006 | 第59届戛纳电影节以《花样年华》苏丽珍一角形象登上戛纳单人主海报                         |
| 2006 | 中国风尚大典 国际典范大奖                                                              |
| 2006 | 担任香港影视娱乐博览会形象大使                                                         |
| 2007 | Oscar Watch网站评选出影史百大最佳表演第29名                                            |
| 2007 | 英国苏格兰中国电影节张曼玉大师讲座                                                     |
| 2007 | ELLE杂志举办风尚大典获风格偶像奖                                                       |
| 2007 | 纽约时报杂志评选为年度世界影壇22位偉大的表演者                                         |
| 2008 | 英國中國電影節「張曼玉電影展映」及「大師班」                                           |
| 2008 | 中国版《VOGUE》杂志荣获时尚偶像大奖                                                    |
| 2008 | 中国版《COSMO》杂志荣获年度女性大奖                                                    |
| 2008 | 英国WGSN杂志评选影响全球时尚界的十大明星                                               |
| 2008 | 英国国家肖像馆收藏肖像照                                                               |
| 2009 | 时尚芭莎中国十大慈善明星                                                               |
| 2009 | 担任中国版《VOGUE》杂志摩登不夜城主题时尚盛典形象大使                                  |
| 2010 | 联合国儿童基金会任职中国区大使                                                         |
| 2010 | 文史参考书籍影响历史的100位杰出女性                                                    |
| 2010 | 第4届法国图卢兹“镜头回放”电影节名誉主席并设张曼玉座谈                                  |
| 2011 | 担任英国伦敦香港电影周大使                                                             |
| 2011 | 荣获英国爱丁堡大学榮譽博士学位                                                         |
| 2011 | 法国lepoint杂志评选为20位最美亚洲女人                                                  |
| 2011 | 以电影《旺角卡门》女主角阿娥一角形象登上戛纳影评人单元50周年海报                       |
| 2011 | SMG新娱乐「内地观众看香港电影30年大调查」最能代表香港的女演员第一名                    |
| 2012 | 入选戛纳电影节65周年官方纪念画册                                                       |
| 2013 | 登上台湾电影金马奖50周年庆典官方海报                                                   |
| 2013 | 任职台湾电影金马奖50周年形象大使                                                       |
| 2013 | 台湾电影金马奖50周年开设张曼玉大师班                                                   |
| 2013 | 美国mysanantonio杂志评选年度93位全球最美女性                                           |
| 2014 | 入选法建交50周年登上中国电影女性肖像系列影展海报                                       |
| 2014 | 日本電影旬報All Time Best百大外國影星女演員第22位                                      |
| 2015 | 美國娛樂週刊评选影史上被奧斯卡忽視的51個偉大表演第43位《花样年华》苏丽珍               |
| 2015 | 入选美国《VOGUE》你必须认识的7位中国女演员之一                                         |
| 2017 | 入选戛纳电影节70周年官方画册                                                           |
| 2017 | 登上德国柏林香港电影作品展海报                                                         |
| 2017 | 登上法国电影资料馆举办的香港电影回顾展群像海报                                         |
| 2018 | 韩国观众票选出「世纪美女」榜单第59名                                                   |
| 2019 | 入选第76届威尼斯国际电影节官方特设肖像展                                               |
| 2020 | 入选Yardbarker网站盘点大众认为应该得到但未得到奥斯卡奖提名的表演榜单《花样年华》苏丽珍 |
| 2020 | 釜山影展肖像回顾展收录肖像                                                             |
| 2021 | 登上英国东方电影节华语电影展主海报                                                     |
| 2022 | 上海艺术电影联盟香港经典电影展官方海报选用青蛇单人插画宣传海报                         |
| 2022 | 电影《花样年华》苏丽珍的形象登上戛纳电影节官方混剪视频                                 |
| 2022 | 丹麦国家历史博物馆收藏1998拍摄肖像                                                     |
| 2024 | 担任巴黎奥运会倒计时100天担任中法羽毛球慈善盛典大使                                    |
| 2024 | 东西方银幕女神《GODDESS》亚洲新加坡首展海报人物                                        |

| 年份 | 名称                                             |
| ---- | ------------------------------------------------ |
| 1992 | 香港电影联盟演员工会张曼玉电影回顾展             |
| 1994 | 上海大场影剧院张曼玉电影展映周                   |
| 1999 | 上海联合利华LUX举办张曼玉电影展                  |
| 1999 | 丹麦国际电影节致敬张曼玉电影回顾展               |
| 2002 | 法国南特三大洲电影节致敬演员张曼玉电影展         |
| 2005 | 蒙特利尔电影节中国电影诞辰百年向张曼玉致敬       |
| 2005 | 瑞士苏黎世艺术影院张曼玉电影回顾展               |
| 2007 | 英国出席苏格兰中国电影节展映3部电影              |
| 2010 | 澳大利亚墨尔本电影资料馆致敬张曼玉电影回顾展     |
| 2010 | 法国图卢兹电影资料馆第四届镜头回放张曼玉作品展映 |
| 2016 | 美国纽约艺术影院Metrograph张曼玉回顾展           |
| 2017 | 美国加州大学伯克利分校张曼玉电影回顾展           |
| 2017 | 中国北京双城影院张曼玉电影主题影展               |
| 2018 | 印度尼西亚雅加达CinemaClub张曼玉个人主题影展     |
| 2018 | 澳大利亚新南威尔士美术馆四位华人女演员回顾展     |
| 2022 | 美国芝加哥大学Doc Films张曼玉电影双月电影展      |
| 2023 | 日本东京涩谷Bunkamura影院张曼玉电影回顾展        |
| 2023 | 新加坡艺术科学博物馆张曼玉电影回顾展             |
| 2024 | 英国电影协会张曼玉：浪漫、忧郁与魔幻的电影展     |

“近年来，似乎有越来越多人——尤其是年轻一代——产生了同样的感受。在标准收藏（Criterion）和MUBI等电影机构的社交媒体账号上，张曼玉在《迷离劫》和《花样年华》中的剧照出镜率奇高；在社交电影平台Letterboxd上，她是用户们热情追捧的焦点；而在影视推特圈（Film Twitter）里，新一代影迷为她制作明星混剪视频，仿佛她是Netflix剧集里炙手可热的青春新星。如今59岁的张曼玉，其影像被永远封存在胶片中，却意外成为了当代多元文化电影界的标志性人物。”——GQ杂志

## 影展評審
張曼玉受到國際影壇的肯定後多次受邀擔任國際影展評委
- 1997年擔任第47届柏林国际影展競賽單元評審
- 1999年擔任第56届威尼斯国际影展競賽單元評審[134]
- 2004年担任第24届夏威夷国际影展主竞赛单元评审[135]
- 2007年擔任第60届坎城国际影展競賽單元評審[136]
- 2010年擔任第10届马拉喀什国际電影節评审[137]
- 2017年担任奥斯卡金像奖评审委员[138]

## 音乐唱片
| 發行日期       | 專輯名稱                         | 語言 | 發行公司 | 曲目 |
| -------------- | -------------------------------- | ---- | -------- | --- |
| 2004年11月19日 | 《錯的多美麗》電影原聲帶 / Clean | 英語 | EMI      | 曲目 1. Brian Eno - An Ending (ascent) 2. Maggie Cheung - Strawberry Stain（張曼玉演唱） 3. Brian Eno - Taking Tiger Mountain 4. Tricky/Liz Densmore - Breakaway 5. Maggie Cheung - Down In The Light （張曼玉演唱） 6. Metric - Dead Disco 7. Brian Eno - Spider And I 8. The Notwist - Neon Golden 9. Maggie Cheung - Wait For Me（張曼玉演唱） 10. Britta Phillips / Dean Wareham - Knives From Bavaria 11. Maggie Cheung - She Can't Tell You（張曼玉演唱） 12. Metric - Dead Disco "clean" - live film version (Bonus Track) |

| 發行日期       | 详细                                                     | 語言       | 發行公司 | 曲目                |
| -------------- | -------------------------------------------------------- | ---------- | -------- | ------------------- |
| 2012           | 未正式发行的单曲曾在某杂志庆典上演唱                     | 英语       |          | 《Visionary Heart》 |
| 2015年8月10日  | 电影《恋爱中的城市》主题曲                               | 中文和英文 |          | 《如果没了你》      |
| 2016年11月11日 | 被收录在《摩登天空8》合辑中                              | 英语       | 摩登天空 | 《Look In My Eyes》 |
| 2019           | 未正式发行的单曲参加《少年可期》中首次公开演唱的原创歌曲 | 中文       |          | 《年轻》            |

## 人物评价
昆汀·塔伦蒂诺：张曼玉是当今世界“最伟大”“最优秀”的女演员之一
朱丽叶·比诺什：张曼玉是一位很出色的演员，她对我们欧洲和法国的电影很重要
苏菲·玛索： 我很喜欢张曼玉，张曼玉是非常了不起的女演员她很能启发别人灵感，很多不同角色她都能发挥得好好，我很想在中国拍戏，希望能跟她合作
本尼迪克特·康伯巴奇：最想合作的亚洲演员是张曼玉，她是一个很好的演员，我很喜欢她的电影《花样年华》是我一直很喜欢的电影
王家卫：张曼玉的肢体语言在整个亚洲这最好的。梁朝伟张曼玉不止是香港最好的演员，也是我心里的！张曼玉是九十年代香港电影的面相，她既东方又西方，既现代又独立，充满了亚洲式的优雅，是时代的文化化身。
李安：任何人站在林青霞身边，都很容易光彩全无，看看《东方不败》中的李嘉欣，《天山童姥》中的巩俐，她们身上都缺乏青霞那种无人能挡的巨星光彩和王者风范，但惟独张曼玉是个例外。”
侯孝贤：张曼玉对生活有感觉，心思敏锐细腻，工作认真积极，若非如此，又怎么可以成为当代华语电影最佳女演员呢？
张艺谋：张曼玉、梁朝伟这类香港演员演技很灵泛，随便说就能完成的很好，不像内地演员大多数演员的那么死板
奥利维耶·阿萨亚斯：在威尼斯，张曼玉与法国导演奥利维耶·阿萨亚斯短暂会面：“那是一种幻觉，”阿萨亚斯回忆道。“我没想到当代电影还能培养出如此光彩的女演员。我感觉自己就像个孩子，看着过去的巨星。”一年后，阿萨亚斯正在创作一个剧本，讲述一位电影制片人受邀重拍路易斯·弗伊拉德的《吸血鬼》，张曼玉的个性启发他塑造了“伊尔玛·维普”这个女演员的角色
贾樟柯： 很多导演都想和她合作，我看她从《阿飞正传》里睡不醒的青涩少女，到《新龙门客栈》里嬉笑怒骂的老板娘，再到《花样年华》里幽暗灯光下身怀感情挫伤的女人，每一个角色演来都力透纸背，她是天生的演员，每一个角色都有各自的美丽，从不费力。她演技的脱胎换骨是从《阮玲玉》开始，以前成龙电影里夸张搞笑的表情荡然无存，留下的是对女人命运入木三分的表现，当她跟梁家辉扮演的蔡楚生在阳台聊天，他们一起蹲下的时候，她对演员宿命的认同，让她好像灵魂附体，这一刻我把她当做中国所有天才女演员的结合体
成龙： 张曼玉是最敬业，最有工作态度的女演员，准时到，最晚一个走
秦怡：张曼玉是国内最棒的演员！
章子怡： 能和自己的偶像张曼玉，还有梁朝伟一起拍戏，是多么好的学习机会呀！第一次见到张曼玉的时候，我像一个普通影迷一样激动张曼玉是我的偶像，戛纳电影节《花样年华》的庆功会上，我悄悄托人跟张曼玉说希望能合影，结果她叫我过去，称赞我演得很好
周迅： 其实张曼玉一直是我学习和努力的方向，就不管从演技上，还是从她现在的生活态度，我觉得她比较勇敢地面对她自己吧
舒淇：“我很想成为张曼玉那样的演员，不希望被大众评为性感尤物！”
全度妍：见到评委张曼玉的情景给我留下了最深刻的印象。我主动走过去高兴地和她打招呼。她是我非常喜欢的演员
周冬雨：偶像就是比自己好的人，非要自己说出一个明星偶像，那就是张曼玉
蒋勤勤：《花样年华》重映，我看得热泪盈眶，“不只是因为这个电影本身，我觉得张曼玉好幸福，作为演员能有那么精彩的角色，那么好的银幕的形象留在观众心里，太幸福了。”
哈蒙尼·科林在多伦多电影节上，亲自向张曼玉表达敬仰